# Adam Loret

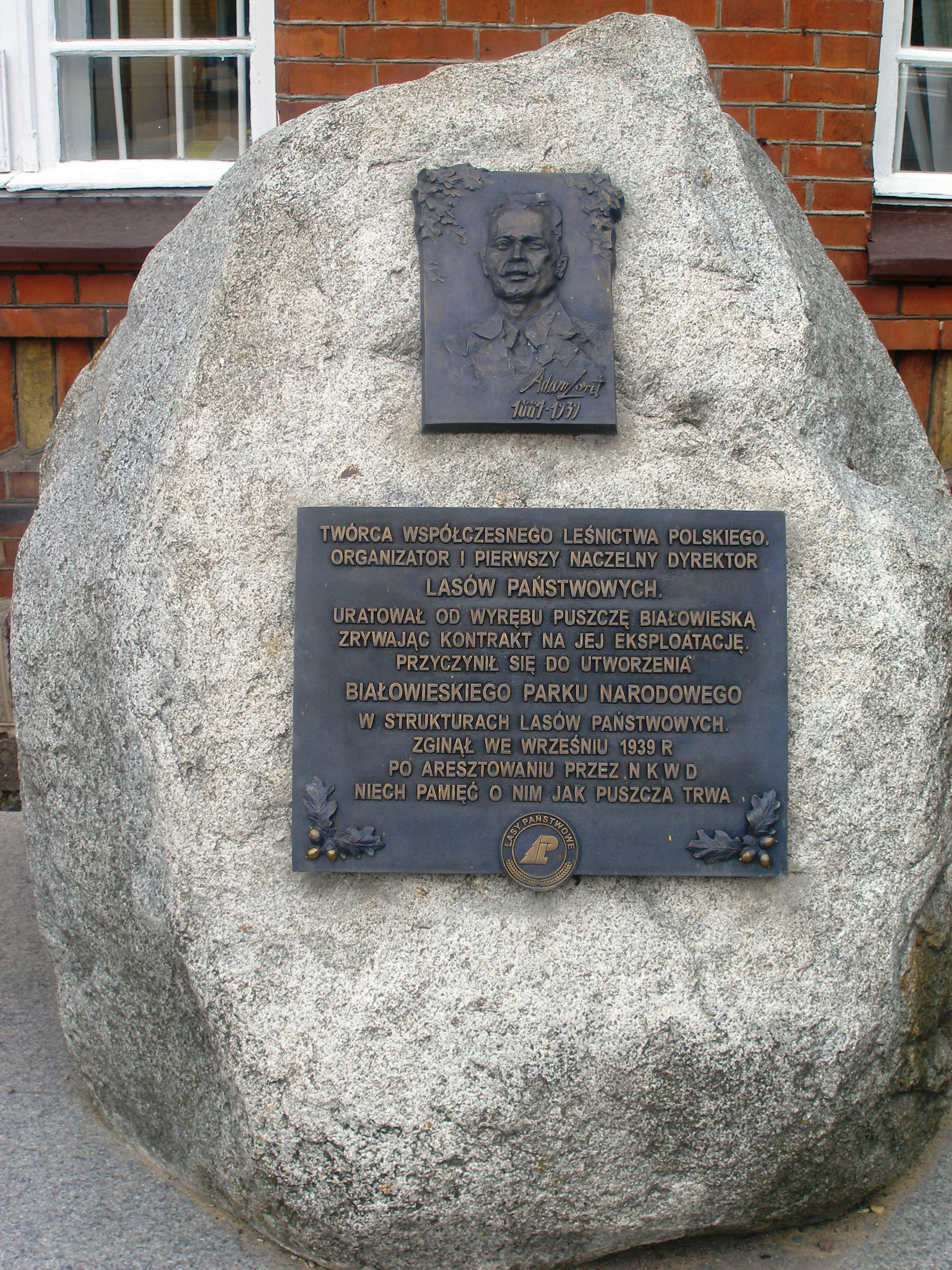
Głaz z tablicą pamiątkową ku czci Adama Loreta w Białowieży

Adam Stefan Loret (ur. 24 grudnia 1884 w Jaśle, zm. w listopadzie 1939 w ok. Wołożyna, na Białorusi) – polski leśnik, ofiara sowieckich represji w roku 1939.

## Studia i praca w leśnictwie
Urodził się w rodzinie Sydona Karola (1848–1911) i Eugenii z Górnikiewiczów, brat Macieja, historyka i dyplomaty. Uczęszczał do Szkoły Wydziałowej Męskiej, następnie ukończył Wyższe c.k. Gimnazjum w Jaśle. Studiował leśnictwo w Krajowej Szkole Gospodarstwa Lasowego we Lwowie. Specjalista z zakresu urządzania lasu. Studiował także w Akademii Leśnej w Tharandt (Saksonia), praktykował w lasach państwowych saskich i austriackich. Po studiach przez 10 lat pracował w lasach majątku hr. Branickich w Suchej k. Żywca. Po odzyskaniu przez Polskę niepodległości związał się z państwową administracją leśną. W 1921 roku został naczelnikiem Okręgowego Zarządu Lasów Państwowych w Warszawie, a w 1925 r. dyrektorem Warszawskiej Dyrekcji Lasów Państwowych. W latach 1926–1928 był nadzwyczajnym delegatem ministerstwa rolnictwa ds. organizacji administracji lasów państwowych. Od 1928 kierował administracją lasów państwowych. W roku 1933 został mianowany pierwszym dyrektorem naczelnym Lasów Państwowych. Loret zintegrował i uporządkował strukturę administracyjną Lasów Państwowych i przeprowadził pierwszą inwentaryzację zasobów leśnych Polski. Był współorganizatorem nowoczesnego przemysłu drzewnego. Opracował koncepcję samowystarczalności ekonomicznej Lasów Państwowych. Był mężem Haliny z Siewierskich (1884–1954).

## Śmierć
Po wybuchu II wojny światowej ewakuował się wraz z najbliższymi współpracownikami na wschód, zabierając archiwa Lasów Państwowych. Kolumna samochodów, którymi się poruszali została w dniu 17 września zatrzymana przez sowieckie wojska. Został aresztowany 17 września w Nalibokach. Loret został osadzony przez władze sowieckie w więzieniu w Nowogródku i Wołożynie.
W 2003 roku w Jaśle, w archiwum rodzinnym dr Ewy Skalnej, znaleziono 20-stronicowy maszynopis autorstwa Bolesława Zmitrowicza, będący zapisem relacji gajowego Franciszka Dubickiego, aresztowanego wraz z Loretem. Opisuje ona okoliczności śmierci Adama Loreta. Na przełomie października i listopada 1939 roku, dyrektor wraz z kilkoma współwięźniami zostali zabrani do pracy w lesie. Mieli ładować drewno na wozy. Zostali ostrzeżeni, że przy próbie ucieczki będą zabici. Sześciu więźniów pilnowało 15 żołnierzy NKWD. Wywieziono ich 10 km od Wołożyna, do lasów majątku Pierszaje hr. Benedykta Tyszkiewicza. Na miejscu wprowadzono atmosferę terroru, zakazując więźniom nawet odwracania się podczas pracy. W pewnym momencie, około godz. 14. padł strzał, od którego zginął dyrektor Loret. Oprawcy ściągnęli z zabitego ubranie i buty, ciało pozostawiając w lesie. Wobec protestów innych więźniów, zwłoki zabrano i pochowano w Wołożynie, przy ul. Wileńskiej, nieopodal pomnika Niepodległości. Ta wersja zdarzeń okazała się mieć dużo nieścisłości i badania wykazały, że została wymyślona.

## Ordery i odznaczenia
- Krzyż Komandorski Orderu Odrodzenia Polski (3 maja 1928)[7]
- Krzyż Oficerski Orderu Odrodzenia Polski (7 listopada 1925)[8]

## Upamiętnienie
Osobie Adama Loreta poświęcony jest film dokumentalny Szkic do portretu z 2006 roku, zrealizowany przez Tomasza Lengrena według scenariusza Jacka Frankowskiego.
Osobę Adama Loreta upamiętnia także Nagroda Lasów Państwowych jego imienia, ustanowiona w 2005 roku. Od roku 2004 imię Adama Loreta nosiło Gimnazjum przy Zespole Szkół w Łęczycach, a od 2013 roku również Technikum Leśne w Tucholi.
Artysta rzeźbiarz, prof. Mariusz Białecki (ASP w Gdańsku) wykonał posąg z brązu przedstawiający Adama Loreta. Rzeźba miała stanąć w Warszawie przed budynkiem Dyrekcji Lasów Państwowych. Od 2009 roku nie odebrano jej z zakładów odlewniczych w Poznaniu. Rozważana jest jego nowa lokalizacja w Gołuchowie.
W maju 2015 roku wybudowano w Jaśle w parku miejskim pomnik ku czci Adama Loreta.
W 2017 roku Rada Warszawy zgodziła się na ustawienie pomnika przed siedzibą Lasów Państwowych przy ul. Grójeckiej 127.
W Spale działa placówka muzealna – Dom Pamięci Walk i Męczeństwa Leśników i Drzewiarzy Polskich im. Adama Loreta.